# 海技士 (通信)
海技士 (通信)（かいぎし）（つうしん）は、海技従事者国家資格のうちの1つ。国土交通省管轄。
無線部を有する船舶における、通信長や通信士に必要な資格である。主に船舶の通信業務の担当になる。1級～3級に分かれ、それぞれの大型船舶の種別になっている（詳細は海技士の項を参照）。
なお、1級海技士（通信）の資格は海技士 (電子通信)より上級の資格と位置づけられており（船舶職員及び小型船舶操縦者法第5条第8項但書）、1級海技士（通信）の資格保有者は別途海技士 (電子通信)の資格を取得しなくても海技士 (電子通信)が行なうことが出来る全ての業務に従事することが可能である。
国家試験は年4回程実施される（実施は国土交通省）。試験には年齢制限があり、一定の乗船経歴が必要になる。乗船経歴については海技従事者を参照。もちろん所定の総合無線通信士資格の所持が必要であるし、また船舶局無線従事者証明も受けていなければならない。
資格取得に必要な身体的条件（健康状態）は小型船舶操縦士に比べてかなり厳しく、現役の通信長や通信士であってもそれに適合しなければ通信（船舶乗務）をすることができなくなる。

## 試験科目
1級
- 学科

1. 船舶知識（動力、設備、構造等）
2. 気象知識
3. 緊急時の知識

- 身体検査

1. 視力、聴力、疾患の有無

2級
- 学科

1. 船舶知識（動力、設備、構造等）
2. 気象知識
3. 緊急時の知識

- 身体検査

1. 視力、聴力、疾患の有無

3級
- 学科

1. 船舶知識（動力、設備、構造等）
2. 気象知識
3. 緊急時の知識

- 身体検査

1. 視力、聴力、疾患の有無